# 2 Coríntios 10
2 Coríntios 10 é o décimo capítulo da Segunda Epístola aos Coríntios, de autoria do Apóstolo Paulo, no Novo Testamento da Bíblia.

## Estrutura
A Tradução Brasileira da Bíblia organiza este capítulo da seguinte maneira:
- 2 Coríntios 10:1-18 - Paulo defende a sua autoridade